# Llista de masies del Maresme
La llista de masies del Maresme es troba repartida en les pàgines següents:
- Llista de masies del Maresme - Baix Maresme (municipis d'Alella, Argentona, Cabrera de Mar, Cabrils, Caldes d'Estrac, Dosrius, el Masnou, Mataró, Òrrius, Premià de Dalt, Premià de Mar, Sant Andreu de Llavaneres, Sant Vicenç de Montalt, Teià, Tiana, Vilassar de Dalt i Vilassar de Mar).
- Llista de masies del Maresme - Alt Maresme (municipis d'Arenys de Mar, Arenys de Munt, Calella, Canet de Mar, Malgrat de Mar, Montgat, Palafolls, Pineda de Mar, Sant Cebrià de Vallalta, Sant Iscle de Vallalta, Sant Pol de Mar, Santa Susanna i Tordera) .